# 座間味村
座間味村（ざまみそん）は、沖縄本島那覇市の西方約40kmに点在する慶良間諸島のうち座間味島を始め20余りの島からなる村。
慶良間諸島のほぼ西半分を占め、島尻郡に属する。

## 地理

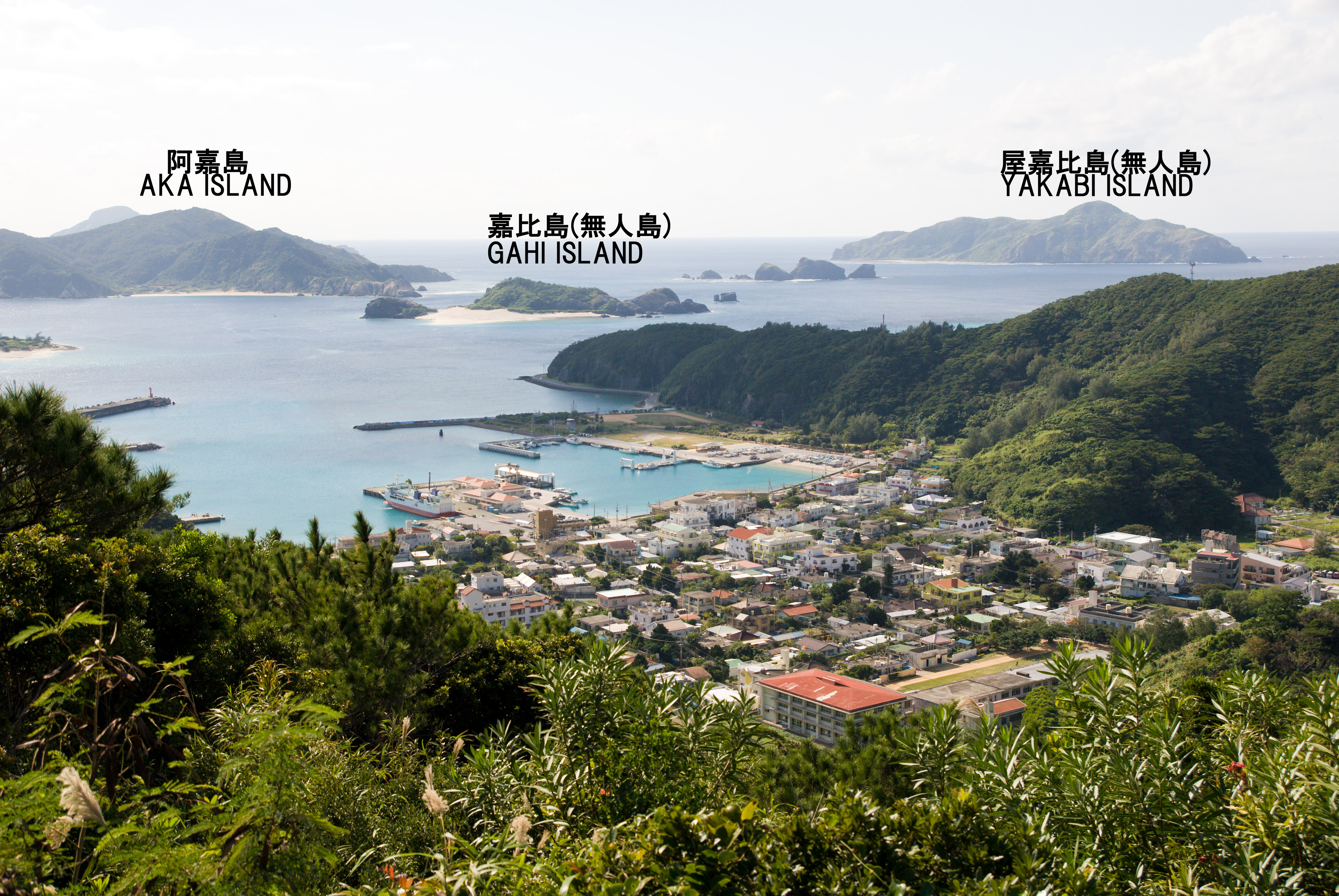
高月山からの眺望（座間味港と集落を望む）

沖縄本島那覇市の西方約40kmに点在する慶良間諸島のうち、慶良間海峡の西側にある座間味島、阿嘉島、慶留間島、外地島など大小20余の島々を村域としている。村役場は座間味島に置かれている。

### 地域
- 阿嘉（あか）
- 阿佐（あさ）
- 阿真（あま）
- 慶留間（げるま）
- 座間味（ざまみ）

### 人口

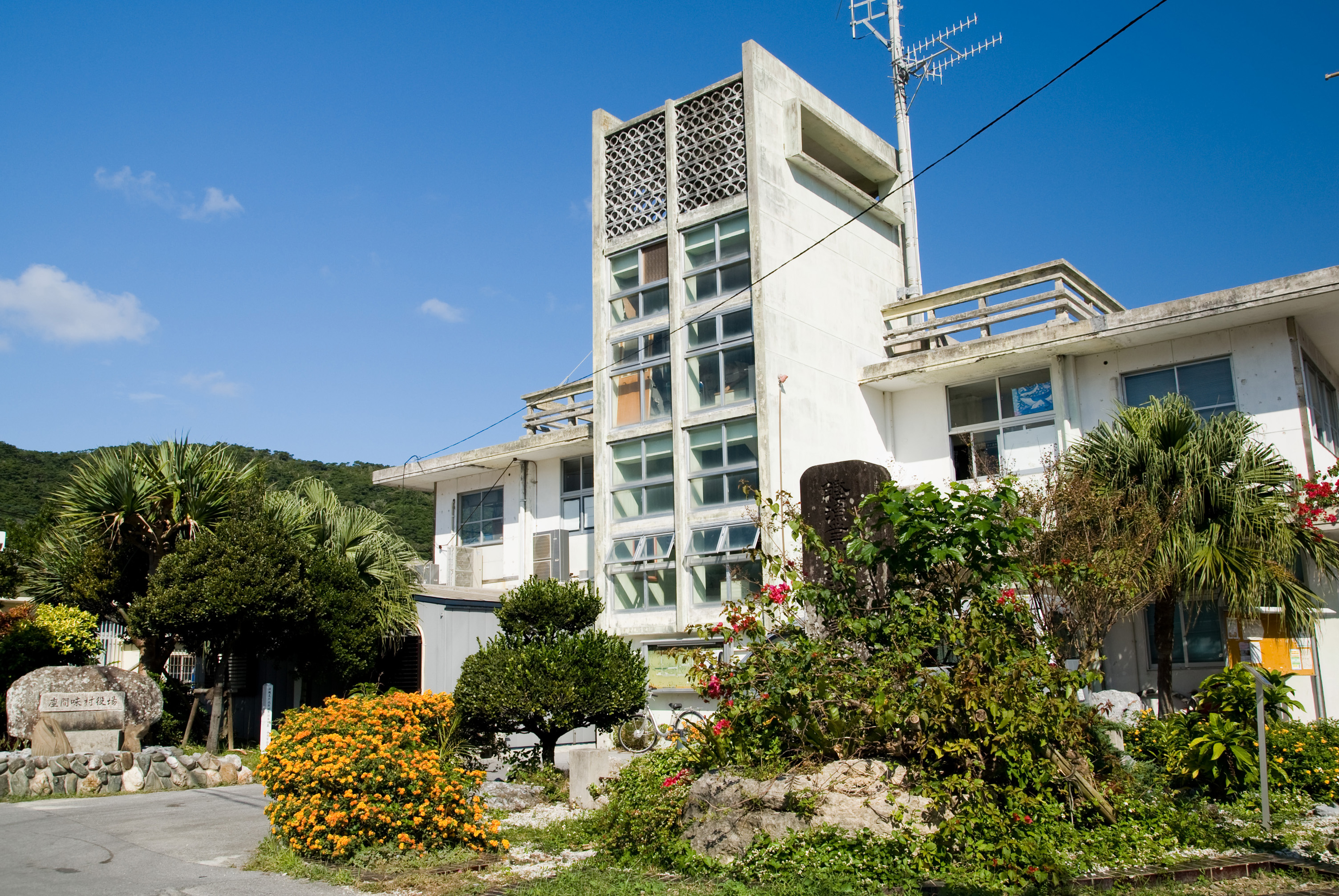
旧村役場

| |                                          |  |
| 座間味村と全国の年齢別人口分布（2005年） | 座間味村の年齢・男女別人口分布（2005年） |  |
| ■紫色 ― 座間味村 ■緑色 ― 日本全国 | ■青色 ― 男性 ■赤色 ― 女性                |  |
| 座間味村（に相当する地域）の人口の推移 \| 1970年（昭和45年） \| 1,109人 \| \| \| 1975年（昭和50年） \| 869人 \| \| \| 1980年（昭和55年） \| 761人 \| \| \| 1985年（昭和60年） \| 812人 \| \| \| 1990年（平成2年） \| 853人 \| \| \| 1995年（平成7年） \| 1,018人 \| \| \| 2000年（平成12年） \| 1,026人 \| \| \| 2005年（平成17年） \| 1,077人 \| \| \| 2010年（平成22年） \| 865人 \| \| \| 2015年（平成27年） \| 870人 \| \| \| 2020年（令和2年） \| 892人 \| \| |                                          |  |
| 総務省統計局 国勢調査より |                                          |  |
| 1970年（昭和45年） | 1,109人                                  |  |
| 1975年（昭和50年） | 869人                                    |  |
| 1980年（昭和55年） | 761人                                    |  |
| 1985年（昭和60年） | 812人                                    |  |
| 1990年（平成2年） | 853人                                    |  |
| 1995年（平成7年） | 1,018人                                  |  |
| 2000年（平成12年） | 1,026人                                  |  |
| 2005年（平成17年） | 1,077人                                  |  |
| 2010年（平成22年） | 865人                                    |  |
| 2015年（平成27年） | 870人                                    |  |
| 2020年（令和2年） | 892人                                    |  |

## 歴史
- 1908年4月1日 島嶼町村制施行により発足。
- 1945年3月26日 第二次世界大戦末期の沖縄戦で、阿嘉島に米軍が上陸。米軍統治下に入る。

## 行政
- 村長：宮里哲（2009年6月1日～）
  - 前村長：仲村三雄（1997年6月2日～2009年5月31日）
- 副村長：宮平真由美
- 教育長：垣花健
- 議長：宮平喜文

### 公共施設
- 座間味村歴史文化・健康づくりセンター
- 座間味村阿嘉島離島振興総合センター
- 座間味村立児童生徒交流センター
- 青少年旅行村（キャンプ場・コテージ）

## 経済

### 観光
渡嘉敷村とともに慶良間諸島国立公園にあり、“世界が恋する海”をキャッチフレーズとするほど「ケラマブルー」と呼ばれる美しい海や豊かな自然を有し、ダイバーや観光客に人気が高い。環境保護の財源を確保するため、2018年4月から、フェリー乗船時などに100円の「美ら島（ちゅらしま）税」を徴収している。

### 日本郵政グループ
- 日本郵便　座間味郵便局（座間味） - ゆうちょ銀行ATMのホリデーサービス実施局
- 日本郵便　阿嘉郵便局（阿嘉）

※ 座間味村内の郵便番号は、阿嘉・慶留間が「901-33xx」、阿佐・阿真・座間味が「901-34xx」となっている。
- 座間味郵便局
- 阿嘉郵便局

## 地域

### 教育
村内3つの有人島それぞれに小中学校がある。
児童や生徒の授業日の欠席を認める愛知県のラーケーションや大分県別府市のたびスタと類似の制度として、令和6年度より「ざまやすみ」を沖縄県内で初めて導入。

#### 幼稚園（村立）
- 座間味幼稚園
- 阿嘉幼稚園
- 慶留間幼稚園（休園）

#### 小・中学校（村立）
- 座間味小中学校
- 阿嘉小中学校
- 慶留間小中学校

- 座間味小中学校（座間味幼稚園併設）
- 慶留間小中学校

## 交通

### 港湾
- 座間味港（地方港湾）
- 安護の浦港（地方港湾、避難港）
- 阿嘉港

#### 航路
村営航路
- フェリーざまみ・クイーンざまみ（高速船）
  - 那覇港（泊ふ頭） - 阿嘉港 - 座間味港
- みつしま
  - 座間味港 - 阿嘉港 - 阿波連港（渡嘉敷島）
    - 村内（座間味港 - 阿嘉港）のみの区間便あり。
    - 村外となる阿波連港への便は「ケラマ航路」と通称され、2013年4月より運航を開始した。1日2便が設定されている。村内・村外航路とも、予約がある時のみ運航するオンデマンド方式である。[3][4]

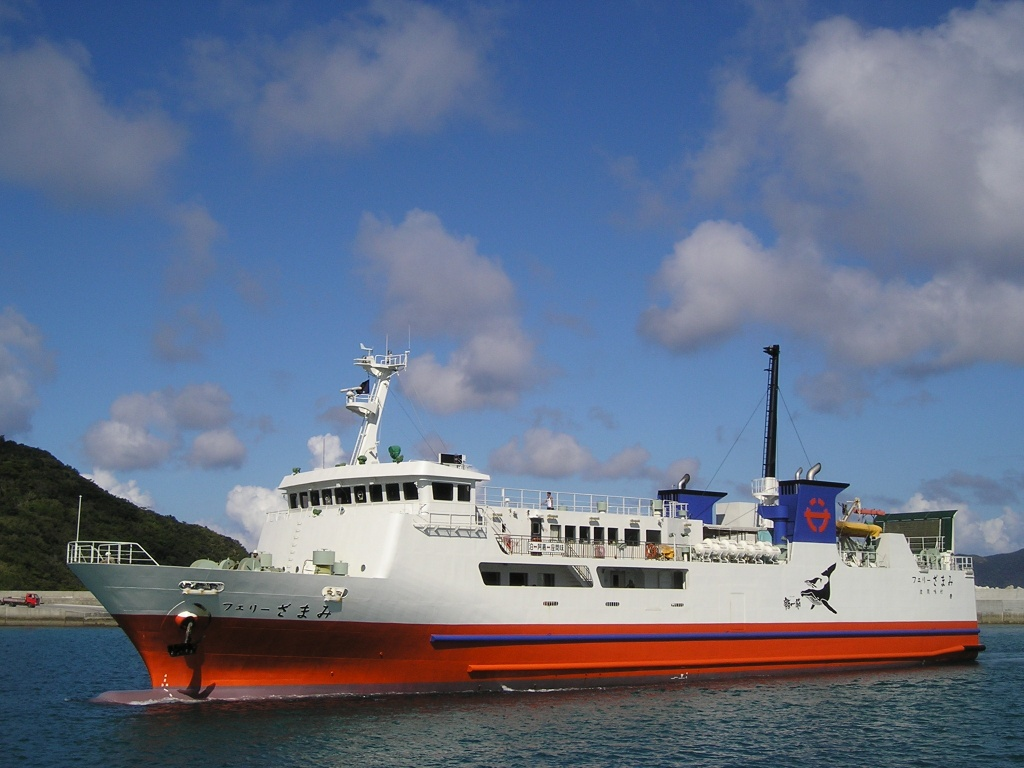
フェリーざまみ
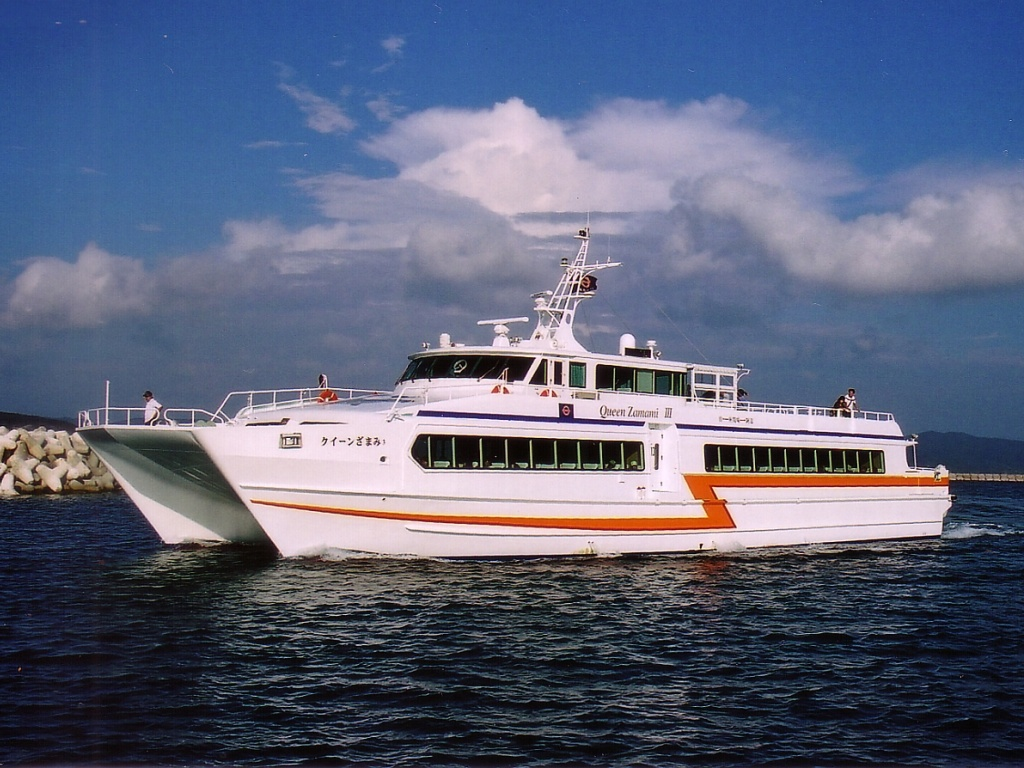
クイーンざまみ

### 空港
- 慶良間空港

### 道路
- 沖縄県道187号座間味港線（座間味島）
- 沖縄県道257号慶良間空港阿嘉線（外地島 - 慶留間島 - 阿嘉島）
  - 阿嘉大橋（慶留間島 - 阿嘉島）

## 名所・旧跡・観光スポット・祭事・催事
- 慶良間諸島国立公園

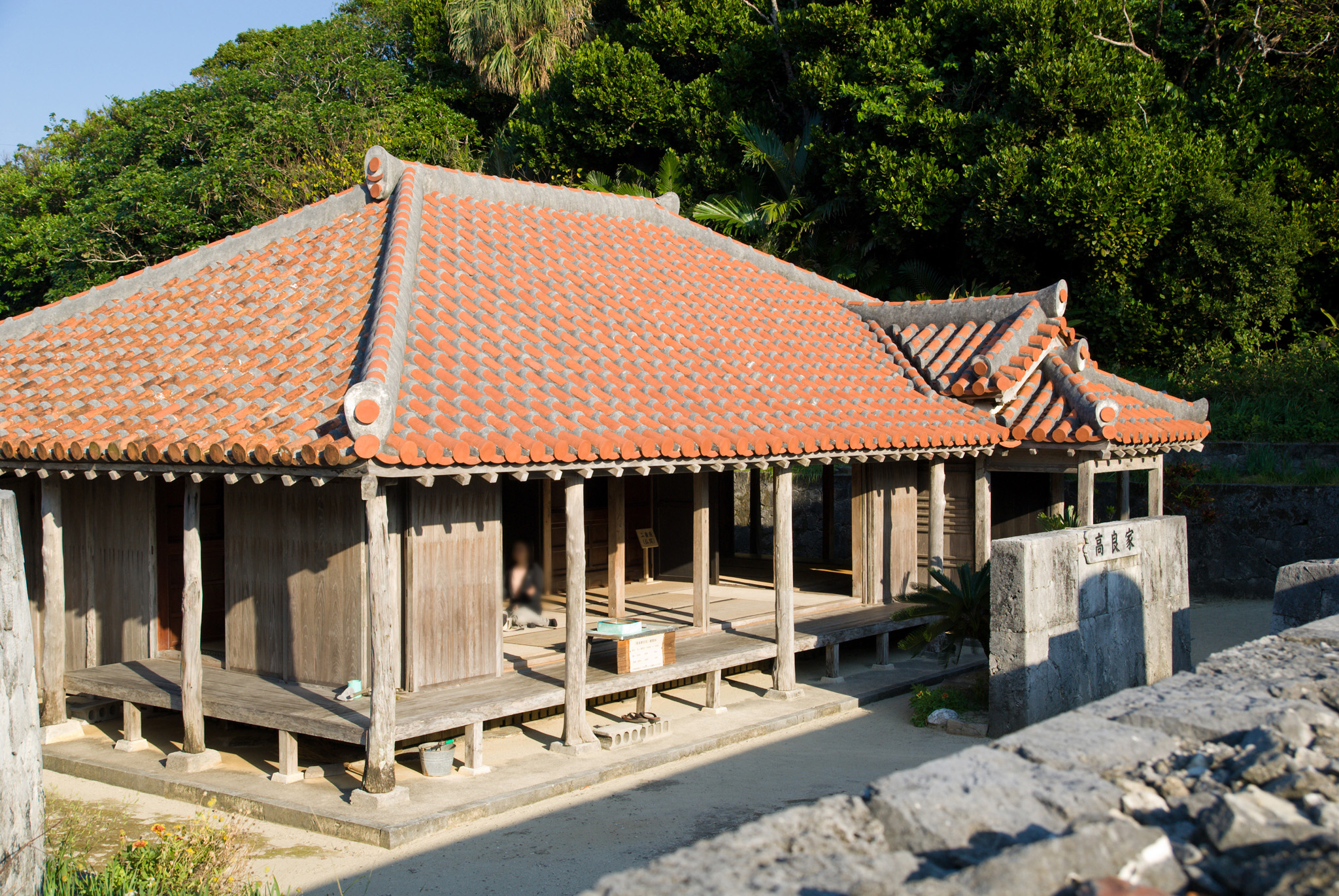
高良家住宅（重文） - 慶留間島

- 高良家（たからけ）住宅（慶留間島、国の重要文化財）
- ホエールウォッチング（各地域）

### 座間味島
- 古座間味ビーチ
- 阿真ビーチ
- 高月山園地・展望台（標高137m）
- 古座間味貝塚
- 平和の塔
- 青のゆくる館（ビジターセンター）
- 鰹漁業創始功労記念碑

### 阿嘉島
- ニシバマ（北浜）ビーチ
- 阿嘉島のハル石
- 天城公園
- さんごゆんたく館（ビジターセンター）
- 平和の火　採火記念碑

## 座間味村出身の著名人
- 安里積千代 - 元衆議院議員、元政治家。

## 座間味村を舞台とする作品
- マリリンに逢いたい（映画）
- 島々清しゃ（映画）
- 東京2020オリンピック SIDE:A/SIDE:B（ドキュメンタリー映画、座間味村はsideBに収録）
- こころ、おどる（映画）
- 海辺のエトランゼ（アニメ）